# Orthosie (lune)
Orthosie (J XXXV Orthosie) fut découverte en 2001 (d'où sa désignation temporaire S/2001 J 9).
Elle appartient au groupe d'Ananké, constitué de lunes irrégulières et rétrogrades qui orbitent Jupiter entre 19,3 et 22,7 Gm de distance à des inclinaisons d'environ 150°.
Elle tire son nom de l'une des Heures (Horae), la Prospérité. Les Heures, déesses du temps et des saisons de l'année, étaient les filles de Zeus et Thémis.